# Leonardo Sierra
Leonardo Sierra Sepulveda (født 10. oktober 1968 i Mérida) er en tidligere venezuelansk landevejscykelrytter.

## Eksterne links
- Leonardo Sierras profil på Sports-Reference OL-resultater (arkiveret) (engelsk)
- Leonardo Sierras profil på Olympedia (engelsk)
- Leonardo Sierras profil på CycleBase (engelsk)
- Leonardo Sierras profil på Cykelsiderne
- Leonardo Sierras profil på ProCyclingStats (engelsk)
- Leonardo Sierras profil på FirstCycling

| Cykling | Spire Denne biografi om en cykelrytter er en spire som bør udbygges. Du er velkommen til at hjælpe Wikipedia ved at udvide den. |